# Lijst van vliegvelden in Madagaskar
Dit is een lijst van vliegvelden in Madagaskar die gegroepeerd is naar type en alfabetisch gesorteerd is naar locatie. Dikgedrukte luchthavens voeren commerciële vluchten uit.

## Luchthavens
| Locatie               | Regio               | ICAO              | IATA              | Naam vliegveld                  | Coördinaten                    |
| Burgerluchthavens     | Burgerluchthavens   | Burgerluchthavens | Burgerluchthavens | Burgerluchthavens               | Burgerluchthavens              |
| --------------------- | ------------------- | ----------------- | ----------------- | ------------------------------- | ------------------------------ |
| Ambanja               | Diana               | FMNJ              | IVA               | Luchthaven Ambanja              |                                |
| Ambalavao             | Haute Matsiatra     | FMSA              | –                 | Luchthaven Ambalavao            |                                |
| Ambatomainty          | Melaky              | –                 | AMY               | Luchthaven Ambatomainty         |                                |
| Ambatondrazaka        | Alaotra-Mangoro     | FMMZ              | WAM               | Luchthaven Ambatondrazaka       |                                |
| Ambilobe              | Diana               | FMNE              | AMB               | Luchthaven Ambilobe             |                                |
| Ambohijanahary        | Alaotra-Mangoro     | FMMJ              | –                 | Luchthaven Ambohijanahary       |                                |
| Ampampamena           | Diana               | FMNZ              | –                 | Luchthaven Ampampamena          |                                |
| Ampanihy              | Atsimo-Andrefana    | FMSY              | AMP               | Luchthaven Ampanihy             |                                |
| Amparafaravola        | Alaotra-Mangoro     | FMMP              | –                 | Luchthaven Amparafaravola       |                                |
| Analalava             | Sofia               | FMNL              | HVA               | Luchthaven Analalava            |                                |
| Andapa                | Sava                | FMND              | ZWA               | Luchthaven Andapa               |                                |
| Andavadoaka           | Atsimo-Andrefana    | –                 | DVD               | Luchthaven Andavadoaka          |                                |
| Ankavandra            | Menabe              | FMMK              | JVA               | Luchthaven Ankavandra           |                                |
| Ankazoabo             | Atsimo-Andrefana    | FMSZ              | WAK               | Luchthaven Ankazoabo            |                                |
| Antalaha              | Sava                | FMNH              | ANM               | Antsirabato Airport             |                                |
| Antananarivo          | Analamanga          | FMMI              | TNR               | Luchthaven Ivato                | 18° 47′ 49″ ZB, 47° 28′ 44″ OL |
| Antsalova             | Melaky              | FMMG              | WAQ               | Luchthaven Antsalova            |                                |
| Antsirabe             | Vakinankaratra      | FMME              | ATJ               | Luchthaven Antsirabe            |                                |
| Antsiranana           | Diana               | FMNA              | DIE               | Luchthaven Arrachart            |                                |
| Antsohihy             | Sofia               | FMNW              | WAI               | Luchthaven Ambalabe             |                                |
| Bealanana             | Sofia               | –                 | WBE               | Luchthaven Ankaizina            |                                |
| Bekily                | Androy              | FMSL              | OVA               | Luchthaven Bekily               |                                |
| Belon'i Tsiribihina   | Menabe              | FMML              | BMD               | Luchthaven Belo sur Tsiribihina |                                |
| Befandriana-Avaratra  | Sofia               | FMNF              | WBD               | Luchthaven Befandriana-Avaratra |                                |
| Beroroha              | Atsimo-Andrefana    | FMSB              | WBO               | Luchthaven Antsoa               |                                |
| Besalampy             | Melaky              | FMNQ              | BPY               | Luchthaven Besalampy            |                                |
| Betioky               | Atsimo-Andrefana    | FMSV              | BKU               | Luchthaven Betioky              |                                |
| Betroka               | Anosy               | FMSE              | –                 | Luchthaven Betroka              |                                |
| Doany                 | Sava                | –                 | DOA               | Luchthaven Doany                |                                |
| Farafangana           | Atsimo-Atsinanana   | FMSG              | RVA               | Luchthaven Farafangana          |                                |
| Fianarantsoa          | Haute Matsiatra     | FMSF              | WFI               | Luchthaven Fianarantsoa         |                                |
| Ihosy                 | Ihorombe            | FMSI              | IHO               | Luchthaven Ihosy                |                                |
| Ilaka-Est             | Atsinanana          | FMMQ              | ILK               | Luchthaven Ilaka-Est            |                                |
| Mahajanga             | Boeny               | FMNM              | MJN               | Luchthaven Amborovy             |                                |
| Mahanoro              | Atsinanana          | FMMH              | VVB               | Luchthaven Mahanoro             |                                |
| Maintirano            | Melaky              | FMMO              | MXT               | Luchthaven Maintirano           |                                |
| Malaimbandy           | Menabe              | FMMC              | WML               | Luchthaven Malaimbandy          |                                |
| Mampikony             | Sofia               | FMNP              | WMP               | Luchthaven Mampikony            |                                |
| Manakara              | Vatovavy-Fitovinany | FMSK              | WVK               | Luchthaven Manakara             | 22° 7′ 11″ ZB, 48° 1′ 18″ OL   |
| Mananara Nord         | Analanjirofo        | FMNC              | WMR               | Luchthaven Mananara Nord        |                                |
| Mananjary             | Vatovavy-Fitovinany | FMSM              | MNJ               | Luchthaven Mananjary            | 21° 12′ 7″ ZB, 48° 21′ 30″ OL  |
| Mandabe               | Menabe              | FMSC              | WMD               | Luchthaven Mandabe              |                                |
| Mandritsara           | Sofia               | FMNX              | WMA               | Luchthaven Mandritsara          |                                |
| Manja                 | Menabe              | FMSJ              | MJA               | Luchthaven Manja                |                                |
| Maroantsetra          | Analanjirofo        | FMNR              | WMN               | Luchthaven Maroantsetra         |                                |
| Miandrivazo           | Menabe              | FMMN              | ZVA               | Luchthaven Miandrivazo          |                                |
| Morafenobe            | Melaky              | FMMR              | TVA               | Luchthaven Morafenobe           |                                |
| Morombe               | Atsimo-Andrefana    | FMSR              | MXM               | Luchthaven Morombe              |                                |
| Morondava             | Menabe              | FMMV              | MOQ               | Luchthaven Morondava            |                                |
| Nosy Be               | Diana               | FMNN              | NOS               | Luchthaven Fascene              |                                |
| Port Bergé (Boriziny) | Sofia               | FMNG              | WPB               | Luchthaven Port Bergé           |                                |
| Île Sainte-Marie      | Analanjirofo        | FMMS              | SMS               | Luchthaven Sainte Marie         |                                |
| Sambava               | Sava                | FMNS              | SVB               | Luchthaven Sambava              |                                |
| Soalala               | Boeny               | FMNO              | DWB               | Luchthaven Soalala              |                                |
| Tambohorano           | Melaky              | FMMU              | WTA               | Luchthaven Tambohorano          |                                |
| Tanandava             | Androy              | FMSN              | TDV               | Luchthaven Samangoky            |                                |
| Toamasina             | Atsinanana          | FMMT              | TMM               | Luchthaven Toamasina            |                                |
| Tôlanaro              | Anosy               | FMSD              | FTU               | Luchthaven Tôlanaro             |                                |
| Toliara               | Atsimo-Andrefana    | FMST              | TLE               | Luchthaven Toliara              |                                |
| Tsaratanana           | Betsiboka           | FMNT              | TTS               | Luchthaven Tsaratanana          |                                |
| Tsiroanomandidy       | Bongolava           | FMMX              | WTS               | Luchthaven Tsiroanomandidy      |                                |
| Vangaindrano          | Atsimo-Atsinanana   | FMSU              | –                 | Luchthaven Vangaindrano         |                                |
| Vatomandry            | Atsinanana          | FMMY              | VAT               | Luchthaven Vatomandry           |                                |
| Vohemar               | Sava                | FMNV              | VOH               | Luchthaven Vohemar              |                                |
| Militaire vliegbases  |                     |                   |                   |                                 |                                |
| Antsiranana           | Diana               | FMNK              | –                 | Vliegbasis Andrakaka            | 12° 15′ 12″ ZB, 15° 12′ 12″ OL |
| Arivonimamo           | Analamanga          | FMMA              | –                 | Vliegbasis Arivonimamo          | 19° 1′ 45″ ZB, 47° 10′ 19″ OL  |